# صلیب (فیلم ۱۹۸۷)
«صلیب» (انگلیسی: Cross) فیلمی در ژانر جنایی است که در سال ۱۹۸۷ منتشر شد.